# David May
David May (Oldham, 24 giugno 1970) è un ex calciatore inglese, di ruolo difensore.

## Palmarès

### Club

#### Competizioni nazionali
- Campionato inglese: 6

Manchester United: 1995-1996, 1996-1997, 1998-1999, 1999-2000, 2000-2001, 2002-2003
- Coppa d'Inghilterra: 2

Manchester United: 1995-1996, 1998-1999
- Charity Shield: 2

Manchester United: 1994, 1996

#### Competizioni internazionali
- UEFA Champions League: 1

Manchester United: 1998-1999